# Ньєньєдзі Зенда
Ньєньєдзі Зенда (Ґенда, Гінде) (*д/н — бл. 1716) — 18-й мвене-мутапа (володар) Мономотапи в 1707—1711 роках.

## Життєпис
Походив з династії Мбіре. Син мвене-мутапи Камгарапасу Мукомбве. Відомостей про нього обмаль. 1706 року отримав війська від вождіства Барве та калонги (володаря) Мараві, з якими вдерся до Мономотапи, почавши боротьбу за владу. Повалив 1707 року старшого брата Ньяменде Мханде, після чого оголошений новим володарем. 
Втім його владу не визнали брати та інші родичі. Кожен в цій війні використовував загони союзних празос (португальських орендарів-намісників). Також у справи Мономотапи втрутилися війська держави Розві. 1709 року родич Семотане став незалежним, але його було переможено наступного року.
1711 року повалений братом Баромою Мугвагвою. Втім продовжив боротьбу, до якої долучилися значні роди Касекете, Гупо, Кандева та Чангара. 1715 року отримав підтримку від португальців проти іншого брата Саматамбіри Ньямханду. Проте Близько 1716 року зазнав поразки й загинув.